# Oxyprosopus coeruleus
Oxyprosopus coeruleus là một loài bọ cánh cứng trong họ Cerambycidae.